# Télédiffusion
La télédiffusion, en anglais TV broadcasting et en allemand Rundfunk, désigne un service exploitant une technique de retransmission de signaux de télévision vers un grand nombre de récepteurs ou téléviseurs. La télédiffusion est un moyen unidirectionnel de large couverture pour propager les signaux de télévision, ne dépendant pas du nombre de récepteurs en fonction, réduisant les limites ou dysfonctionnements éventuels notamment en télédiffusion numérique, en termes de débit ou d'infrastructure de réseau filaire ou de télécommunication sans fil de type IP.
La télédiffusion est définie conformément à ses caractéristiques de norme et standard de télévision. La télédiffusion est exploitée pour la retransmission de signaux analogiques ou numériques, vidéo, audio et certaines données associées, comme notamment le télétexte ou le guide électronique de programmes (EPG).
L'Histoire des techniques de télévision fait l'objet d'un article séparé.

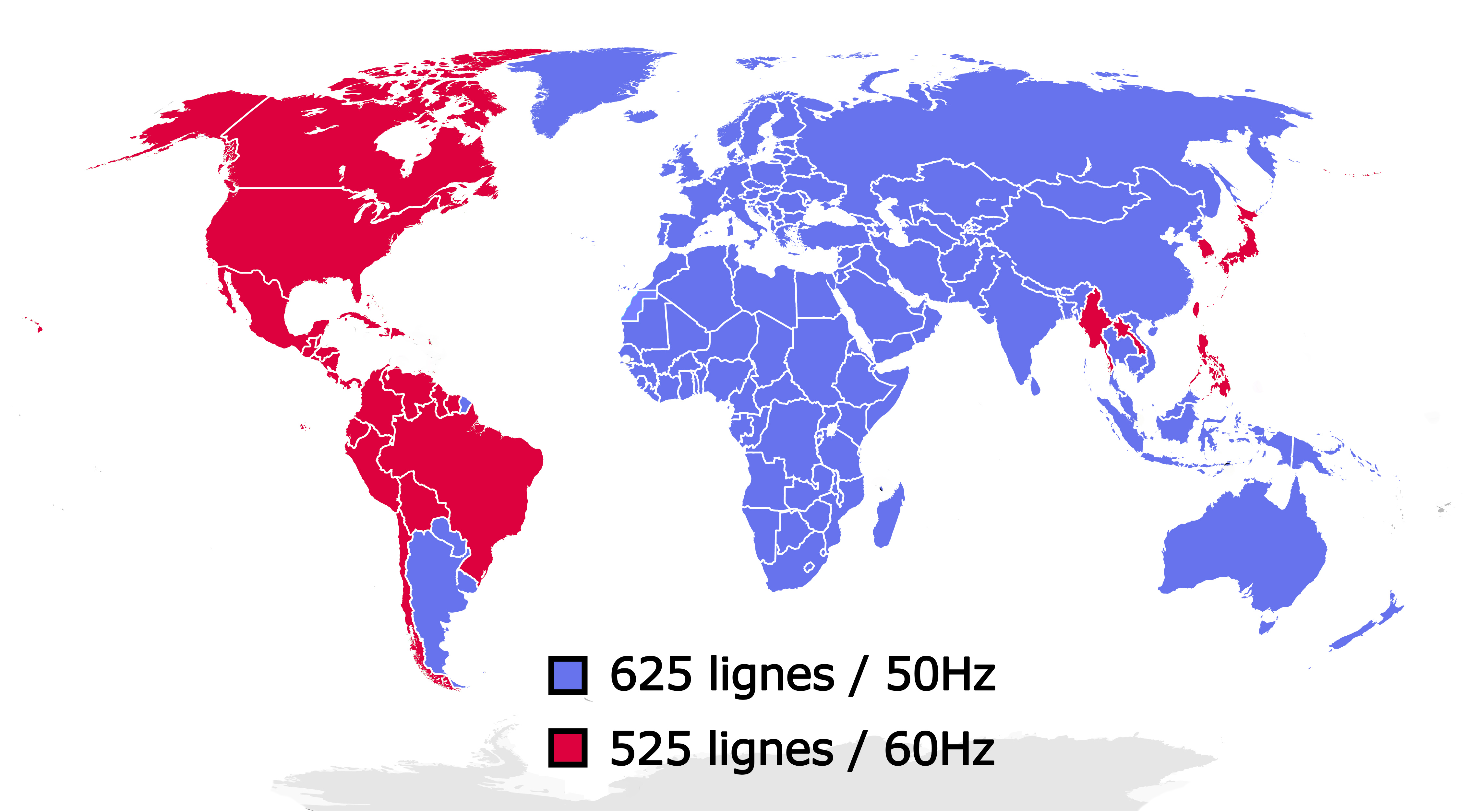
Carte mondiale de répartition par pays, du format de télévision et vidéo analogique, caractérisé par la définition et la fréquence du courant électrique local. Répartition en vigueur à partir de 1985. À ne pas confondre avec la norme de télédiffusion ou avec le standard couleur NTSC, PAL ou SÉCAM. Voir Fréquences des canaux de télévision

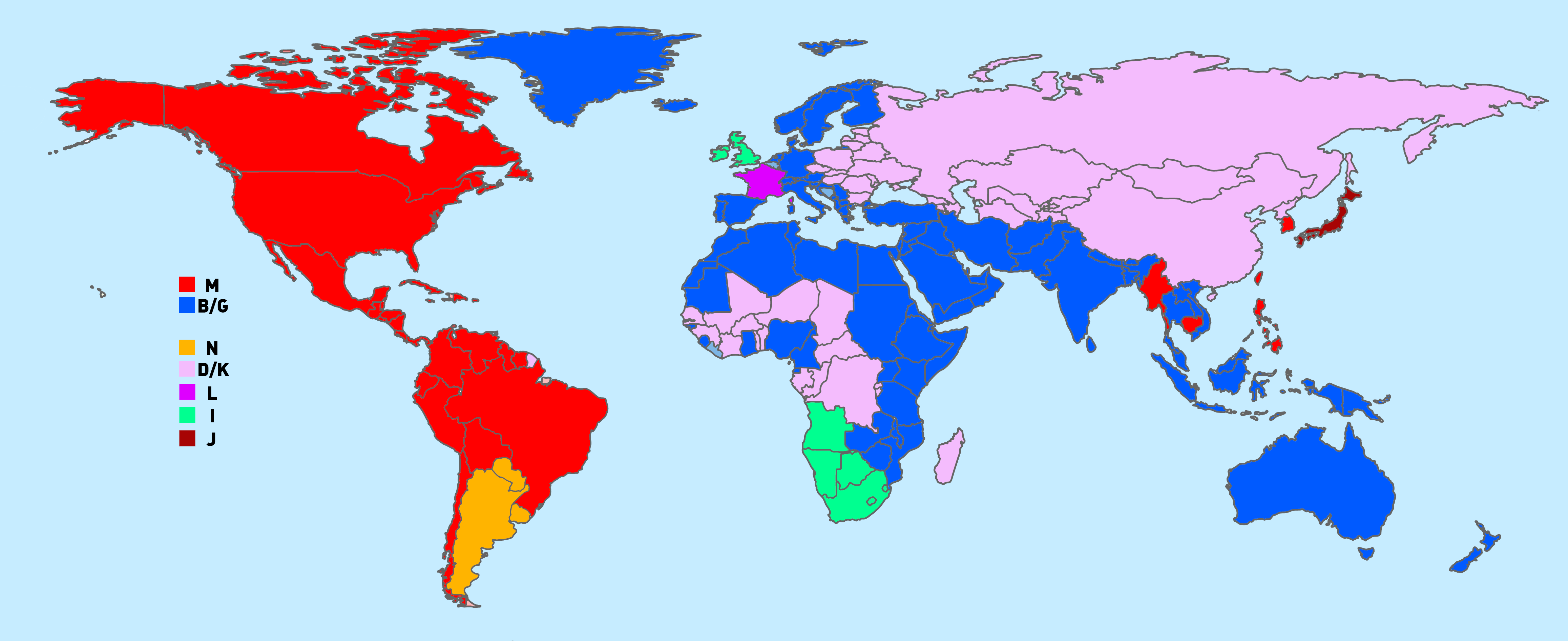
Carte mondiale de répartition par pays, des normes de télédiffusion analogique terrestre, symbolisées par une lettre. À ne pas confondre avec le standard couleur NTSC, PAL ou SÉCAM. Voir Fréquences des canaux de télévision

## Principe général
Un site d'émission peut être capté par les récepteurs figurant dans sa zone de couverture. L'émetteur reste opérationnel, que les récepteurs soient en fonctionnement ou pas. Le contrôle de la réception peut être réalisé à distance grâce à des appareils de mesure installés dans la zone de couverture et munis de dispositifs de retransmission d'information (par exemple, via Internet).

## Broadcast
Par extension, le terme anglais broadcast définit non pas une norme mais une notion conforme à un cahier des charges technique basé sur le type d'équipements, de normes, de standards, de formats, de réseaux et supports audio et vidéo strictement adaptés à la production d'émissions professionnelles. Pour les différencier, la production ou l'équipement peuvent être dits « institutionnels », « semi-professionnels » ou encore « grand public ».

## Télédiffusion en Suisse
Un service de télédistribution sonore (émissions de radio) via un réseau téléphonique spécialisés est constitué pour le territoire hevlétique à partir des années 1930.

## Télécommunications
Se différenciant de la notion de large diffusion, les technologies numériques de multicast ou de l'unicast sont exploitées dans le cadre de liaisons spécialisés ou par Internet, pour des retransmissions directes voire individualisées, entre le diffuseur et le terminal de réception.